# One of the Boys
One of the Boys (с англ. — «Свой парень») — второй студийный альбом американской исполнительницы Кэти Перри, вышедший в 2008 году. Запись была издана посредством лейбла Capitol Music Group. «One of the Boys» был выпущен 17 июня 2008 года. Иногда этот диск называют дебютным альбомом, так как формально это первый её альбом, вышедший под псевдонимом Кэти Перри и на большом лейбле, а предыдущий и по факту первый альбом Katy Hudson вышел в 2001 году под собственной фамилией Кэтрин Хадсон и на малом лейбле Red Hill Records, который сразу и обанкротился. Перед альбомом One of the Boys вышли синглы «Ur So Gay» и «I Kissed a Girl», последний из которых возглавил Billboard Hot 100. Мировые продажи альбома по состоянию на январь 2018 года составили более 8 000 000 копий.

## Предыстория
Кэти Перри отмечала, что начала работать над альбомом с 19 лет. Во время его создания, певице пришлось бороться за право быть услышанной, так как первоначально два музыкальных лейбла отказались выпускать этот альбом. За это время Кэти Перри написала «между 65 и 70 песнями».
Кэти работала над альбомом вместе с такими известными продюсерами, как Greg Wells, Dr. Luke, Дэйв А. Стюарт и Макс Мартин. Перри была соавтором каждой из песен с альбома, а также сама написала 3 из них.

## Отзывы критиков
One of the Boys был встречен прохладными отзывы критиков. Он получил 47 баллов из 100 на сайте агрегатора обзоров Metacritic на основании 18 профессиональных публикаций. Несмотря на некоторые неблагоприятные отзывы, альбом все же получил несколько положительных откликов. Издание Billboard оставило положительный отзыв об One of the Boys, утверждая, что «ни один альбом со времен Jagged Little Pill не был наполнен таким большим количеством потенциальных хитов». Blender также написал положительную рецензию, похвалив стиль Перри и её лирику. В большинстве своем, отзывы были негативные и смещанные. Обозреватель AllMusic Стивен Томас Эрльвин поставил альбому 2 звезды из 5, назвав альбом «гротескным символом всех несчастных проблем этого десятилетия». Издание Uncut опубликовало разгромную статью и заявило, что «Гвен Стефани будет нервничать». Slant Magazine написал, что «Перри не обладает твердостью характера и вокальным мастерством, а заглавный трек альбома пародия на песню Just a Girl No Doubt без какой-либо индивидуальности и уверенности». NME оставило негативный отзыв, пояснив, что «Мадонне и Пересу Хилтону, может быть, это нравится, но если Вы хотите получить истинное удовольствие от пластинки, не покупайте это».

## Релиз и промо
Первый сингл с альбома «I Kissed a Girl» вызвал большие дебаты по всему миру. Несмотря на гетеросексуальность Кэти, её сильно критиковали за пропаганду LGBT, а также за то, что она просто зарабатывает на этом деньги. Даже родители Перри, являющиеся пасторами, заявили: «Мы ненавидим такую музыку. Она продвигает гомосексуальность, которая в соответствии с Библией является грехом».

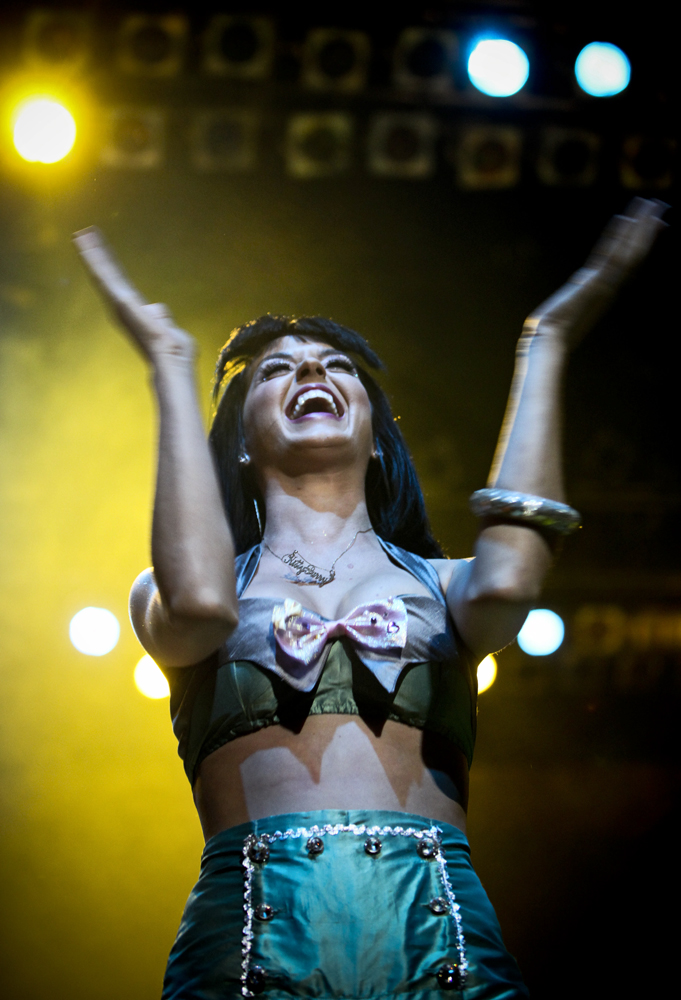
Кэти Перри исполняет песню «Ur So Gay» в Португалии во время тура «Hello Katy».

Певицу также критиковали за песню «Ur So Gay»
В первую неделю дебютировал с девятой строчки в Billboard 200 с продажами в 47,000 копий.

## Синглы
«I Kissed a Girl»
Главный сингл альбома, композиция была выпущена в начале мая. «I Kissed a Girl» была коммерчески успешной песней, занявшей первое место в Billboard Hot 100, тем самым став 1000-м победителем чарта рок-эры, начиная с 1958 года (или 961-м, если считать только Hot 100). По всему миру сингл также был успешен, заняв первые места в чартах 30 стран, в том числе и США. На июнь 2010 года число цифровых загрузок песни в США составило 3 800 000.
«Hot n Cold»
Второй сингл, «Hot n Cold», был выпущен 30 сентября.
Примечательно, что строка «Like a bitch…» не воспроизводится на радио.
Является одним из успешных международных хитов Перри, продажи превысили 9,000,000 копий. Песня была номинирована на Грэмми, как лучшее женское поп-вокальное выступление, но проиграла Бейонсе с «Halo».
«Thinking of You».
Сингл был выпущен 12 января 2009 года.
«Waking Up In Vegas»
Четвёртый сингл, «Waking Up In Vegas», был выпущен 21 апреля 2009 года.
Достиг 9 строчки в Billboard Hot 100 и стал вторым #1 в Billboard Pop Songs. Было продано более 3,000,000 копий в США.

## Награды и номинации
| Награда                         | Категория                                | Номинация            | Результат | Ссылка |
| ------------------------------- | ---------------------------------------- | -------------------- | --------- | ------ |
| ASCAP Pop Music Awards          | Most Performed Song                      | «I Kissed a Girl»    | Победа    | [ 12 ] |
| ASCAP Pop Music Awards          | Most Performed Song                      | «Hot n Cold»         | Победа    | [ 12 ] |
| ASCAP Pop Music Awards          | Most Performed Song                      | «Hot n Cold»         | Победа    | [ 13 ] |
| ASCAP Pop Music Awards          | Most Performed Song                      | «Waking Up in Vegas» | Победа    | [ 13 ] |
| Eska Music Awards               | Best Selling Album                       | One of the Boys      | Победа    | [ 14 ] |
| Grammy Awards                   | Best Female Pop Vocal Performance        | «I Kissed a Girl»    | Номинация | [ 15 ] |
| Grammy Awards                   | Best Female Pop Vocal Performance        | «Hot n Cold»         | Номинация | [ 16 ] |
| Los Premios MTV Latinoamérica   | Song of the Year                         | «I Kissed a Girl»    | Номинация | [ 17 ] |
| Los Premios MTV Latinoamérica   | Best Ringtone                            | «Hot n Cold»         | Победа    | [ 18 ] |
| MTV Europe Music Awards         | Most Addictive Track                     | «I Kissed a Girl»    | Номинация | [ 19 ] |
| MTV Europe Music Awards         | Best Video                               | «Waking Up in Vegas» | Номинация | [ 20 ] |
| MTV Video Music Awards          | Best Art Direction                       | «I Kissed a Girl»    | Номинация | [ 21 ] |
| MTV Video Music Awards          | Best Cinematography                      | «I Kissed a Girl»    | Номинация | [ 21 ] |
| MTV Video Music Awards          | Best Editing                             | «I Kissed a Girl»    | Номинация | [ 21 ] |
| MTV Video Music Awards          | Best New Artist                          | «I Kissed a Girl»    | Номинация | [ 21 ] |
| MTV Video Music Awards          | Best Female Video                        | «I Kissed a Girl»    | Номинация | [ 21 ] |
| MTV Video Music Awards          | Best Female Video                        | «Hot n Cold»         | Номинация | [ 22 ] |
| MTV Video Music Awards Japan    | Best Pop Video                           | «I Kissed a Girl»    | Победа    | [ 23 ] |
| Much Music Video Awards         | UR Fave: International Artist            | «I Kissed a Girl»    | Номинация | [ 24 ] |
| Much Music Video Awards         | International Video of the Year — Artist | «Hot n Cold»         | Номинация | [ 24 ] |
| Much Music Video Awards         | International Video of the Year — Artist | «Waking Up In Vegas» | Номинация | [ 25 ] |
| Music Video Production Awards   | Video of the Year                        | «Waking Up In Vegas» | Победа    |        |
| Nickelodeon Kids' Choice Awards | Favorite Song                            | «I Kissed a Girl»    | Номинация | [ 26 ] |
| NRJ Awards                      | International Album of the Year          | One of the Boys      | Победа    | [ 27 ] |
| People's Choice Awards          | Favorite Pop Song                        | «I Kissed a Girl»    | Победа    | [ 28 ] |
| The Record of the Year          | The Record of the Year                   | «I Kissed a Girl»    | Номинация | [ 29 ] |
| Teen Choice Awards              | Choice Music: Summer Song                | «I Kissed a Girl»    | Номинация | [ 30 ] |
| Teen Choice Awards              | Choice Music: Single by a Female Artist  | «Hot n Cold»         | Номинация | [ 31 ] |
| Teen Choice Awards              | Choice Music: Album (Female Artist)      | One of the Boys      | Номинация | [ 31 ] |

## Список композиций
| №   | Название               | Автор(ы)                                         | Продюсер(ы)            | Длительность |
| --- | ---------------------- | ------------------------------------------------ | ---------------------- | ------------ |
| 1.  | «One of the Boys»      | Katy Perry                                       | Butch Walker           | 4:07         |
| 2.  | «I Kissed a Girl»      | Perry, Lukasz Gottwald, Max Martin, Cathy Dennis | Dr. Luke, Benny Blanco | 3:00         |
| 3.  | «Waking Up in Vegas»   | Perry, Desmond Child, Andreas Carlsson           | Perry, Greg Wells      | 3:19         |
| 4.  | «Thinking of You»      | Perry                                            | Walker                 | 4:06         |
| 5.  | «Mannequin»            | Perry                                            | Wells                  | 3:17         |
| 6.  | «Ur So Gay»            | Perry, Wells                                     | Wells                  | 3:39         |
| 7.  | «Hot n Cold»           | Perry, Gottwald, Martin                          | Dr. Luke, Blanco       | 3:40         |
| 8.  | «If You Can Afford Me» | Perry, Dave Katz, Sam Hollander                  | S*A*M and Sluggo       | 3:18         |
| 9.  | «Lost»                 | Perry, Ted Bruner                                | Bruner                 | 4:16         |
| 10. | «Self Inflicted»       | Perry, Scott Cutler, Anne Preven                 | Cutler, Preven         | 3:25         |
| 11. | «I’m Still Breathing»  | Perry, David Stewart, Matthew Thiessen           | Stewart                | 3:48         |
| 12. | «Fingerprints»         | Perry, Wells                                     | Wells                  | 3:44         |

| №   | Название            | Автор(ы)      | Продюсер(ы) | Длительность |
| --- | ------------------- | ------------- | ----------- | ------------ |
| 13. | «I Think I’m Ready» | Perry, Bruner | Bruner      | 2:36         |

| №   | Название          | Автор(ы)                      | Продюсер(ы) | Длительность |
| --- | ----------------- | ----------------------------- | ----------- | ------------ |
| 13. | «A Cup of Coffee» | Perry, Glen Ballard, Thiessen | Ballard     | 4:12         |

| №   | Название                     | Автор(ы)                        | Продюсер(ы)       | Длительность |
| --- | ---------------------------- | ------------------------------- | ----------------- | ------------ |
| 13. | «I Kissed a Girl» (Rock Mix) | Perry, Gottwald, Martin, Dennis | Dr. Luke, Blanco* | 3:01         |
| 14. | «A Cup of Coffee»            | Perry, Ballard, Thiessen        | Ballard           | 4:12         |

| №   | Название                                         | Автор(ы)                        | Продюсер(ы)                          | Длительность |
| --- | ------------------------------------------------ | ------------------------------- | ------------------------------------ | ------------ |
| 13. | «Hot n Cold» (Manhattan Clique Remix Radio Edit) | Perry, Gottwald, Martin         | Dr. Luke, Manhattan Clique*, Blanco* | 3:52         |
| 14. | «I Kissed a Girl» (Morgan Page Remix — Main)     | Perry, Gottwald, Martin, Dennis | Dr. Luke, Morgan Page*, Blanco*      | 4:03         |
| 15. | «I Kissed a Girl» (Video)                        |                                 |                                      | 3:10         |
| 16. | «Hot n Cold» (Video)                             |                                 |                                      | 3:48         |
| 17. | «Thinkin' of You» (Video)                        |                                 |                                      | 4:07         |

| №  | Название                                                   | Автор(ы)                        | Продюсер(ы)                                              | Длительность |
| -- | ---------------------------------------------------------- | ------------------------------- | -------------------------------------------------------- | ------------ |
| 1. | «I Kissed a Girl» (Dr. Luke & Benny Blanco Extended Remix) | Perry, Gottwald, Martin, Dennis | Dr. Luke, Blanco*                                        | 6:05         |
| 2. | «I Kissed a Girl» (The Knocks Remix)                       | Perry, Gottwald, Martin, Dennis | Dr. Luke, The Knocks*, Blanco*                           | 4:36         |
| 3. | «I Kissed a Girl» (Norman & Atalla Main Mix)               | Perry, Gottwald, Martin, Dennis | Dr. Luke, Christopher Norman*, Anthony Attalla*, Blanco* | 3:42         |
| 4. | «I Kissed a Girl» (Morgan Page Main Mix)                   | Perry, Gottwald, Martin, Dennis | Dr. Luke, Morgan Page*, Blanco*                          | 4:03         |
| 5. | «Hot n Cold» (Innerpartysystem Main Mix)                   | Perry, Gottwald, Martin         | Dr. Luke, Blanco*, Innerpartysystem                      | 4:37         |
| 6. | «Hot n Cold» (Bimbo Jones Remix Radio Edit)                | Perry, Gottwald, Martin         | Dr. Luke, Bimbo Jones*, Blanco*                          | 3:50         |
| 7. | «Hot n Cold» (Manhattan Clique Long Edit)                  | Perry, Gottwald, Martin         | Dr. Luke, Blanco*, Manhattan Clique*                     | 4:38         |
| 8. | «Hot n Cold» (Yelle Remix)                                 | Perry, Gottwald, Martin         | Dr. Luke, Yelle*, Blanco*                                | 6:03         |

## Чарты и сертификации

### Еженедельные чарты
| Чарт (2008/2009)                          | Высшая позиция |
| ----------------------------------------- | -------------- |
| Австралия (ARIA)                          | 11             |
| Австрия (Ö3 Austria Top 40)               | 6              |
| Бельгия (Ultratop 50 Flanders)            | 24             |
| Бельгия (Ultratop 50 Wallonia)            | 23             |
| Канада (Canadian Albums Chart)            | 6              |
| Чехия (IFPI)                              | 33             |
| Дания (Tracklisten)                       | 4              |
| Нидерланды (MegaCharts)                   | 32             |
| Европа (European Top 100 Albums)          | 10             |
| Финляндия (Finnish Albums Chart)          | 13             |
| Франция (France Albums Chart)             | 10             |
| Греция (Greek International Albums Chart) | 2              |
| Греция (Greek Albums Chart)               | 2              |
| Германия (Media Control)                  | 7              |
| Венгрия (Mahasz)                          | 37             |
| Ирландия (Irish Albums Chart)             | 10             |
| Италия (Italian Albums Chart)             | 23             |
| Мексика (Mexico Albums Chart)             | 9              |
| Новая Зеландия (Recorded Music NZ)        | 17             |
| Норвегия (Norwegian Albums Chart)         | 7              |
| Польша (Polish Albums Chart)              | 7              |
| Португалия (Portuguese Albums Chart)      | 18             |
| Испания (PROMUSICAE)                      | 51             |
| Швеция (Sverigetopplistan)                | 19             |
| Швейцария (Schweizer Hitparade)           | 6              |
| Великобритания (UK Albums Chart)          | 11             |
| США (Billboard 200)                       | 9              |
| США (Billboard Top Rock Albums)           | 3              |

## Сертификации и прдажи
| Регион | Сертификация  | Продажи    |
| --- | ------------- | ---------- |
| Австралия (ARIA) | 3× Платиновый | 210 000    |
| Австрия (IFPI Austria) | Платиновый    | 20 000*    |
| Бельгия (BEA) | Золотой       | 15 000*    |
| Бразилия (ABPD) | Платиновый    | 60 000*    |
| Канада (Music Canada) | 2× Платиновый | 160 000^   |
| Дания (IFPI Danmark) | 2× Платиновый | 40 000     |
| Франция (SNEP) | 2× Платиновый | 200 000*   |
| Германия (BVMI) | 3× Золотой    | 300 000^   |
| Италия (FIMI) | Золотой       | 25 000*    |
| Норвегия (IFPI Norway) | 2× Платиновый | 40 000*    |
| Швеция (GLF) | Золотой       | 20 000^    |
| Швейцария (IFPI Switzerland) | Золотой       | 15 000^    |
| Великобритания (BPI) | 2× Платиновый | 718,000    |
| США (RIAA) | 3× Платиновый | 1,730,000  |
| Итого |               |            |
| Европа (IFPI) | Платиновый    | 1 000 000* |
| * Данные о продажах приведены только на основе сертификации. · ^ Данные о тиражах приведены только на основе сертификации. · Данные о продажах + прослушиваниях приведены только на основе сертификации. |               |            |